# トビアス・ジッペル
トビアス・ジッペル（Tobias Sippel 、1988年3月22日 - ）は、西ドイツ・ラインラント＝プファルツ州バート・デュルクハイム出身のサッカー選手。ボルシア・メンヒェングラートバッハ所属。ポジションは、ゴールキーパー。

## クラブ経歴

### カイザースラウテルン
1.FCカイザースラウテルンの下部組織出身。2005年にトップチームに昇格した。昇格後はユルゲン・マッホ、フローリアン・フロムロヴィッツの控えを務めた。その後、フロムロヴィッツの怪我、マッホの移籍もあり、2007-08シーズン途中にレギュラーを掴んだ。
2010-11シーズン後半戦は、ケヴィン・トラップにポジションを譲ったが、2011-12シーズンは開幕から低迷し、20試合未勝利を記録するなど最下位に沈み、後半戦はトラップからポジションを奪い返したが振るわず、チームは2部に降格となった。2部降格後も2015年の退団までポジションを死守した。

### ボルシアMG
2015年5月26日、ヤン・ゾマーの控えとして、ボルシア・メンヒェングラートバッハにフリーで加入、3年契約を結んだ。

## 代表歴
U21代表では2009年に欧州選手権を制覇した。
2010 FIFAワールドカップの際、ヨアヒム・レーヴ監督が暫定メンバーの一人に選んだが、最終メンバーからは外れた。

## タイトル
- UEFA U-21欧州選手権: 2009
- 2. ブンデスリーガ: 2009–10